# Corsico
Corsico település Olaszországban, Lombardia régióban, Milánó megyében. Lakosainak száma 34 373 fő (2023. január 1.). Corsico Buccinasco, Milánó, Trezzano sul Naviglio és Cesano Boscone községekkel határos.

## Népesség
A település lakossága az elmúlt években az alábbi módon változott:
| Lakosok száma | 35 196 | 34 891 | 34 727 | 34 373 |
|               | 2013   | 2017   | 2018   | 2023   |